# Syllepse
Pour les articles homonymes, voir Syllepse (homonymie).
La syllepse (du grec ancien : σύλληψις, súllēpsis, littéralement « action de prendre ensemble, d’embrasser, de comprendre ») est une figure de style par laquelle le discours répond à la pensée plutôt qu’aux règles grammaticales. Elle est parfois fautive, parfois acceptée et lexicalisée. La syllepse est aussi un trope qui associe le sens concret, propre d’un mot et son sens figuré. Elle a ses origines dans l’esprit synthétique du langage, dans son dynamisme naturel propre à établir des rapports instantanés entre des idées.

## Syllepse stylistique
La syllepse stylistique, dite aussi syllepse oratoire ou syllepse de sens,  est une figure de style, un trope, qui associe, dans une même phrase, le sens propre (ou primitif) et le sens figuré (ou étendu) d’un mot. On rencontre parfois dans des textes modernes plus de deux sens. Cependant, la structure en est souvent complexe, avec des sens superposés qui rendent aléatoire leur interprétation. La figure, à l’origine micro structurale, devient vite dépendante de la lecture personnelle.
César Chesneau Du Marsais, qui en 1730, la considère comme une forme de comparaison ou de métaphore, donne comme exemple : « Corydon dit que Galathée est pour lui plus doux que le thym du Mont Hybla [dans une Églogue de Virgile] :le mot doux est au propre par rapport au thym, et au figuré par rapport à l'impression que ce berger dit que Galathée fait sur lui ».
Dans la phrase « Je punis un fils autant que je le chéris, car je suis un père », la syllepse est proche de la diaphore (laquelle doit répéter le même mot) et joue sur les deux sens de « père » : le sens propre, le père parent ; et le sens étendu, l'affection paternelle. Ici, à la différence de l'antanaclase, qui joue sur deux fois le même terme, le mot « père » conserve le même sens de base et non une seconde acception.
La syllepse qui couple, en quelque sorte, une chose concrète et une chose abstraite s’apparente à l’hendiadyn. Ainsi, dans le vers : « Penché sur l'onde et sur l'immensité », Victor Hugo, volontiers métaphysique, n'a sans doute pas restreint l'idée d'immensité à celle de l'onde.

## Syllepse grammaticale
Selon Émile Littré, la syllepse est une figure de grammaire qui accorde des mots non d’après les règles grammaticales mais d’après une vue particulière de l’esprit. Elle est dite syllepse « grammaticale » car elle concerne le genre, le nombre et, pour le latin, le cas.

### Syllepse selon le genre
Dans la phrase : « Elle avait l’air soucieuse », on peut écrire « l’air soucieux », mais l’accord s’est définitivement rattaché, par syllepse, au genre du sujet grammatical. La locution verbale « avoir l’air » ne signifie plus que « sembler, paraître ».
Dans la phrase « Une personne me disait un jour qu’il avait une grande joie et confiance en sortant de confession », le mot personne est du féminin, mais l'auteur a attribué à ladite personne le genre qui est réellement connu, même quand on ne veut pas la nommer. De même, dans les phrases « Une estafette arriva en trombe. On l'interrogea mais il ne voulut parler d'abord qu'au général », on retrouve cet accord selon le sexe de la personne dont on parle ; de même avec des mots tels que « une sentinelle » qui est généralement un homme, « le Petit Chaperon rouge » qui est une fillette, etc.

### Syllepse selon le nombre
Ce cas de syllepse est fréquent dans la langue courante, mais il est limité le plus souvent à une simple alternative entre l’individu et le collectif, le singulier et le pluriel ; il ne constitue alors que rarement une figure.
Certains mots comme « la plupart », « beaucoup de », « un certain nombre de »… indiquant exclusivement la quantité ou le nombre demanderont logiquement le pluriel, d’autres se centreront sur une idée de cohésion, d’unité d’action ou d’opinion, etc. et feront pencher nettement pour le singulier. Cette distinction est propre à chaque langue. Par exemple, le français utilise le singulier avec « orchestre », là où l’anglais met volontiers le pluriel : « The orchestra are playing Mozart ». En sens inverse, on dira toujours en anglais « The United States is a great country », là où le français attendrait l'équivalent de « Les États-Unis sont un grand pays ».
Cependant, des expressions comme « l’ensemble », « le groupe », « la majorité », « la foule », « le peuple » seront soit unitaires soit multiples. Ainsi dans les exemples suivants : « L’ensemble des enfants s’écrièrent bruyamment »,  « Le chœur des enfants enchaîna le refrain », d’un côté, l’addition des cris fait le tumulte ; de l’autre, l’unisson des voix fait la mélodie.

« Il faut envoyer dans les guerres étrangères la jeune noblesse. Ceux-là suffiront. »

— Fénelon
L’auteur passe d’un groupe social à un nombre suffisant de ce groupe.

« Je ne saurais dire avec quel beau courage le peuple belge supporte cette situation angoissante. Ils sont terriblement gênés dans leur industrie et dans leur commerce. »

— Georges Duhamel, Positions françaises
Ici, Duhamel passe du courage de la nation aux acteurs économiques de cette nation.
Morier présente l’exemple connu suivant comme une facilité de versification :

« Entre le pauvre et vous, vous prendrez Dieu pour juge, 
Vous souvenant, mon fils, que, caché sous ce lin, 
Comme eux vous fûtes pauvre, et comme eux orphelin. »

— Racine, Athalie, IV, 3
On peut accréditer le poète d’un effet stylistique efficace puisqu'on constate que les singuliers « le pauvre » et « vous [Éliacin] » soulignent la responsabilité personnelle vis-à-vis du prochain (tu auras Dieu pour juge) tandis que le pluriel s’accorde bien à l’humilité et la bienveillance qui lui sont prônées (« tu as fait partie de ces démunis, ne l’oublie pas »).

« Pour un pauvre Animal, 
Grenouilles, à mon sens, ne raisonnaient pas mal. »

— La Fontaine, Le Soleil et les Grenouilles
Ici, le poète, en jouant avec ironie sur le nombre grammatical, introduit deux idées antithétiques : la grenouille comme batracien, d’un ordre animal « inférieur » et « à intelligence réduite » (« pauvre Animal »), et les grenouilles « raisonnables », qui représentent la raison commune à tous les hommes.
Dans « Au moment où le Royaume-Uni, l'Espagne ou l'Irlande éprouvent la fin d'un cycle de croissance… » rien n'oblige à mettre le verbe au pluriel avec la conjonction « ou », mais, chaque nation ayant une situation similaire, c'est l'ensemble qui est pris en compte et l'emporte sur le choix d'une seule. La conjonction n'est plus alors considérée comme alternative.
Dans « Ne la voyant pas arriver, une mère et sa fille sont revenues sur leurs pas chercher leur fille et sœur. » l'adjectif possessif au pluriel représente bien les deux sujets mais il regroupe deux entités qui ne leur sont pas communes sur le plan parental.
Dans « ce groupe s'entend très bien ensemble », groupe est un nom collectif et l’on comprend que ce sont les personnes qui composent le groupe qui font une entente générale.
Une syllepse peut être utilisée lors du vouvoiement d'un interlocuteur. C'est une syllepse selon le nombre. Par exemple :
« Vous m'êtes amical. »

### Syllepse selon le genre et le nombre
Une syllepse peut porter à la fois sur le genre et le nombre :
« J'ai appelé la police, mais ils ne sont pas encore arrivés. »
Le nom « police » est féminin et au singulier. Mais le pronom « ils » est masculin pluriel.

### Syllepse selon le cas grammatical
En latin, avec plusieurs sujets coordonnés, on accorde souvent le verbe avec le plus proche. « Mens enim et ratio et consilium in senibus est. » [En effet, la réflexion, la raison et le jugement se rencontre[nt] chez les seniors.] Ici, le verbe « est » concerne seulement « consilium ».
De même, l’épithète latine s’accorde volontiers avec le nom le plus rapproché. « Ardor gaudiumque maximum. Maximus ardor gaudiumque. » [Une ardeur et une joie très grandes] ; « maximum » se rapporte à « gaudium » qui est du genre neutre alors qu'« ardor » est du genre masculin (maximus).
Cette construction se retrouve assez fréquemment chez les auteurs classiques français du XVIIe siècle. Boileau, dans ses Satires, écrit « Le duc et le marquis se reconnut aux pages ». De même, Corneille, dans « Cinna », écrit : « L’heure, le lieu, le bras se choisit aujourd’hui. »
Dans ce vers d’Athalie, de Racine, « Reine, sors, a-t-il dit, de ce lieu redoutable, D’où te bannit ton sexe et ton impiété », on pourrait considérer que Racine commet une faute grammaticale, mais c’est une construction héritée de la langue latine classique et le poète ne fait que suivre l’usage de son époque. Malgré tout, l’effet de syllepse peut aussi jouer en français. Mais ici plus encore c'est l’hyperbate qui se détache car le poète paraît mettre l’accent final sur « impiété », bien plus scandaleuse dans un lieu sacré qu’une simple présence féminine. Cette figure en tous cas semble plus flagrante qu'un possible hendiadyn : « sexe impie » dénoncé par Morier.

### De l’erreur grammaticale à l’usage lexicalisé
Les fautes d’accord des verbes, par voisinage syntaxique, sont fréquentes dans l'écriture et la conversation. Dans « un espèce d’animal à fourrure », le genre du nom espèce adopte le masculin du nom animal qui s’est d’abord imposé à l’esprit.
Dans « On voyait entre chaque porte une décoration. » on note un raccourci grammaticalement litigieux pour « entre toutes les portes ».
Le propre de la syllepse, qui apporte un accord sémantique en remplacement d’un accord grammatical, est d’être à la limite de ce qui est fautif ou acceptable, voire couramment lexicalisé, adopté par la langue. La syllepse peut même être admirée, dans le cas de la syllepse poétique, pour son audace, son ingéniosité.

## Rapports de la syllepse avec les autres figures

### Syllepse et allégorie
« Homme libre, toujours tu chériras la mer ! 
La mer est ton miroir ; tu contemples ton âme 
Dans le déroulement infini de sa lame, … »

— Baudelaire, L’homme et la mer
Au deuxième vers du poème, le poète parle d’un miroir qui paradoxalement ne renvoie pas à l’homme son image, ni conforme ni déformée. La métaphore usuelle du miroir ne peut normalement fonctionner. La mer évoquée est en même temps le miroir et le reflet. L’image est détournée et fait place à une allégorie qui force une sorte de gémellité psychique de deux entités qui n’ont pas de similitude physique.

### Syllepse et catachrèse
La catachrèse est le mécanisme qui ressemble le plus à la syllepse grammaticale. Un changement de nombre peut conduire vers une expression idiomatique par contrainte du langage qui n’a pas l’extension adéquate.

Des termes comme « tout », « ceci », « cela »… ont un sens primitif global, mais ils pourront parfois soit unifier soit multiplier quand il s’agit de choses précédemment ou postérieurement énumérées, comme dans : 

« Les péristyles atteignaient aux frontons ; les volutes se déroulaient entre les colonnades ; des murailles de granit supportaient des cloisons de tuile ; tout cela montait l’un sur l’autre en se cachant à demi, d’une façon merveilleuse et incompréhensible. »

— Flaubert, Salammbô

### Syllepse et anacoluthe
« Chaque soir, espérant des lendemains épiques, 
L’azur phosphorescent de la mer des Tropiques 
Enchantait leur sommeil d’un mirage doré. »

— José-Maria de Heredia ,  Les Conquérants
Ici, la syllepse grammaticale permet de rendre lisible l'anacoluthe, en liant « espérant », normalement rattaché au sujet principal, aux capitaines qui espèrent et qui ont « leur sommeil » enchanté, bien qu’ils ne soient pas le sujet grammatical.

### Syllepse et antanaclase
La syllepse est quelquefois confondue avec l’antanaclase qui joue sur deux fois le même mot avec chaque fois une acception différente et dont l’exemple le plus célèbre est : « Le cœur a ses raisons que la raison ignore ».
Racine fait dire à Hermione : « Je percerai le cœur que je n’ai pu toucher », le cœur est pris dans son sens propre d’organe puis dans son sens figuré de siège des sentiments. Hermione veut tuer Pyrrhus puisque l'amour ne l'atteint pas. C'est l’emploi le plus fréquent de la syllepse.

### Syllepse et métaphore
« Je souffre tous les maux que j’ai faits devant Troie. 
Vaincu, chargé de fers, de regrets consumé, 

Brûlé de plus de feux que je n’en allumé. [allumai] »

— Racine, Andromaque, I, 4
Ces vers, critiqués par Laharpe et Pierre Fontanier, sont aujourd’hui admirés. Les maux sont à la fois ceux que l’on fait subir et ceux que l’on subit ; les feux, ceux qui enflamment la passion et ceux qui incendient les bâtiments. Les métaphores se dédoublent et aboutissent à mettre en regard deux choses venant de plans différents. Leo Spitzer dans son étude sur Jean Racine relevait que l'auteur classique y a recours à de nombreuses reprises, et considère par là une forme de maniérisme de son style dramatique. On constate surtout que la syllepse est une figure essentielle de la peinture psychologique.

### Syllepse et zeugma
La syllepse est fréquemment confondue avec le zeugma dont l’exemple type est « Vêtu de probité candide et de lin blanc » où « vêtu » a deux compléments, l’un abstrait mais loin d'être le plus adapté (se vêtir d’honnêteté est une image forcée) et l’autre concret qui lui est habituel (fibre textile).

On peut considérer comme une vraie syllepse ce vers : 

« Le jour n’est pas plus pur que le fond de mon cœur. »

— Racine, Phèdre
Ici l’adjectif « pur » sert de liant à deux idées ou symboles usuels qu’il supporte régulièrement sur le plan sémantique : la pureté matérielle du jour (ciel clair et lumineux) comparée à la pureté morale du personnage (cœur pur).

### Syllepse et jeu de mots
La syllepse de sens avec ses rapprochements plus ou moins inspirés n’a pas été facilement admise au XVIIIe siècle. On y craignait la facilité du jeu de mots. César Chesneau Dumarsais la dénonce : « [La syllepse] joue trop sur les mots pour ne pas demander bien de la circonspection. »
La syllepse a effectivement servi au mode burlesque comme chez Paul Scarron :

« [Énée et Didon] 
…beaux amants 
De qui les soupirs enflammés 
Ont tout noirci la cheminée. »

— Scarron, Poésies diverses
La syllepse sert la poésie moderne qui s'appuie souvent sur la jonglerie sémantique :

« On fait le feu (mais non 
L’eau, l’air, la terre 
Ou les nuits, l’orage, le jour) 
Plutôt : on le fait 
Sortir du bois. 

On met le feu (où détruire 
Ou purifier). 

Il prend (n’importe 
Quel objet dans sa langue). »

— Jean Tortel, Des corps attaqués
Par une sorte de pronomination, en décrivant le feu (faire du feu), l'auteur fait penser au loup : sortir du bois (feu qui jaillit de brindilles) ; prendre dans sa langue (mettre dans sa gueule et une langue de feu qui prend).
La syllepse permet de jouer sur l’équivoque : « Cette cantatrice se donne de grands airs. » (physionomie et chant). Dans « un cœur à prendre », il y a deux sens en parlant d'un barbon, veuf fortuné mais cacochyme : célibataire à épouser et organe à prélever. La syllepse est un support aisé des combles qui jouent la plupart du temps sur deux interprétations d’une même locution : « Le comble d’un agent de police : souffrir de troubles de la circulation. »
Ou les « zolismes » de Rimbaud selon l’appellation d’Ascione et Chambon qui ont tenté un décodage partiel du discours du poète dont le sens « caché » est essentiellement érotique. L’obscénité accentue la férocité de la satire qui est fréquente dans l'œuvre de Rimbaud qui a joué constamment avec la syllepse. Lecteur assidu des dictionnaires et des textes les plus variés, passant par le latin, l’anglais, l’argot, sans oublier la langue zutique, le poète disait fusionner au point d’en devenir hermétique plusieurs sens dont il déclarait avoir « seul la clé ».

« Tisonnant, tisonnant son cœur amoureux sous 
Sa chaste robe noire, heureux, la main gantée, »

— Rimbaud,  Le Châtiment de Tartufe
Par une volonté iconoclaste le mot « cœur » a une résonance érotique qu’il est aisé de discerner. Son complice des Vilains Bonshommes semble avertir de la syllepse :

« Mais un cœur d’homme, un cœur vivant, un cœur palpable, 
Fût-il faux, fût-il lâche, un cœur ! quoi, pas un cœur ! »

— Verlaine, Amour
Dans le même registre, Rimbaud, latiniste de première force, connaît son vocabulaire :

« Noirs de loupes, grêlés, les yeux cerclés de bagues 
Vertes, leurs doigts boulus crispés à leurs fémurs, »

— Rimbaud, Les Assis
Le latin « femur » signifie « la cuisse » et en français « l’os de la cuisse ». Rimbaud lui donne évidemment un sens sexuel.